# Volkswagen Lupo
Volkswagen Lupo je automobil njemačke marke Volkswagen i proizvodi se od 1998. – 2005. godine.

## Motori
- 1.0 L, 37 kW (50 KS)
- 1.4 L, 44 kW (60 KS)
- 1.4 L, 55 kW (75 KS)
- 1.4 L, 74 kW (101 KS)
- 1.4 L, 77 kW (105 KS)
- 1.6 L, 92 kW (125 KS)
- 1.2 L turbo dizel, 45 kW (61 KS)
- 1.4 L turbo dizel, 55 kW (75 KS)
- 1.7 L dizel, 44 kW (60 KS)